# Апсида
Апсида (грч. hapsis; лат. absis) - спој, свод, доградити. Полукружни завршетак античке базилике, врста нише, где је седео председник суда са осталим судијама. Од IV века тај архитектонски облик преузима и хришћанска базилика и у том делу смештена је епископова катедра, а њој са сваке стране subselia (камена клупа) за збор свештеника. У каснијим раздобљима апсида добија и другачије облике (полигон, квадрат, сегмент), а и другачије функције (од XI века у њој се смешта олтар и саркофаг с моштима).